# ألكسندر غاردنر
ألكسندر غاردنر (بالإنجليزية: Alexander Gardner) (و. 1821 – 1882 م) هو مصور، ومصور حربي ‏ من الولايات المتحدة، والمملكة المتحدة لبريطانيا العظمى وأيرلندا، شارك في دوكومنتا 6 ‏، توفي في واشنطن، عن عمر يناهز 61 عاماً.

## روابط خارجية
- ألكسندر غاردنر على موقع الموسوعة البريطانية (الإنجليزية)